# Pattalinus vittulatus
Pattalinus vittulatus är en skalbaggsart som först beskrevs av Gilmour 1961.  Pattalinus vittulatus ingår i släktet Pattalinus och familjen långhorningar.
Artens utbredningsområde är:
- Guyana.
- Surinam.

Inga underarter finns listade i Catalogue of Life.